# Саймон, Майлз
Майлз Джулиан Саймон (англ. Miles Julian Simon; родился 21 ноября 1975 года в Стокгольме, Швеция) — американский профессиональный баскетболист. Чемпион Национальной ассоциации студенческого спорта (NCAA) сезона 1996/1997 годов, в котором был признан самым выдающимся игроком этого баскетбольного турнира. Собрав в сезоне 2001/2002 годов большое количество наград, стал самым титулованным игроком в истории Континентальной баскетбольной ассоциации (КБА).

## Ранние годы
Майлз Саймон родился 21 ноября 1975 года в столице Швеции, городе Стокгольме в семье отца-американца и матери-норвежки, учился в калифорнийской средней школе Матер-Деи в городе Санта-Ана, в которой играл за местную баскетбольную команду.

## Студенческая карьера
В 1998 году закончил Аризонский университет, где в течение четырёх лет играл за команду «Аризона Уайлдкэтс», в которой провёл успешную карьеру под руководством Люта Олсен, набрав в итоге 1664 очка в 114-х играх (14,6 в среднем за игру) и сделав 432 подбора, 455 передач, 125 перехватов и 16 блок-шотов. При Саймоне «Уайлдкэтс» один раз выигрывали регулярный чемпионат (1998), но ни разу — турнир конференции Pacific-10, а также четыре раза выходили в плей-офф студенческого чемпионата США (1995—1998).
В 1997 году «Уайлдкэтс» стали чемпионами Национальной ассоциации студенческого спорта (NCAA), а Майлз Саймон был признан самым выдающимся игроком этого баскетбольного турнира. 23 марта «Дикие коты» вышли в финал четырёх турнира NCAA (англ. Final Four), где сначала в полуфинале, 29 марта, переиграли команду Винса Картера и Антуана Джеймисона «Северная Каролина Тар Хилз» со счётом 66—58, в котором Саймон стал лучшим по результативности игроком матча, набрав 24 очка, а затем в решающем матче, 31 марта, в упорной борьбе, в овертайме, обыграли прошлогоднего победителя турнира, команду Рона Мерсера и Назра Мохаммеда «Кентукки Уайлдкэтс», со счётом 84—79, в котором Майлз также стал лучшим по результативности игроком матча, набрав 30 очков. В следующем году «Аризона Уайлдкэтс» дошли до четвертьфинальной стадии турнира NCAA (англ. Elite Eight), где, 21 марта, без борьбы проиграли команде Андре Миллера и Майкла Долеака «Юта Ютес» со счётом 51—76, в котором Саймон стал четвёртым по результативности игроком своей команды, набрав всего 6 очков.
По окончании сезона 1997/1998 годов Майлз Саймон был включён в 1-ю всеамериканскую сборную NCAA.

## Профессиональная карьера
Играл на позиции разыгрывающего защитника. 24 июня 1998 года был выбран во втором раунде на драфте НБА под общим 42-м номером командой «Орландо Мэджик», где выступал в сезоне 1998/1999 годов, сыграв всего в пяти матчах, в которых набрал 2 очка, сделал 2 подбора и 1 перехват. По окончании сезона «Волшебники» расторгли с ним контракт, после чего он не смог заключить договор ни с одной из других команд НБА.
С 2001 по 2003 годы Саймон выступал в Континентальной баскетбольной ассоциации (КБА) за команду «Дакота Уизардс», в составе которой в сезоне 2001/2002 годов выиграл чемпионский титул. Помимо этого в том сезоне Майлз был признан новичком года, самым ценным игроком регулярного чемпионата и плей-офф турнира, стал лучшим по количеству реализованных трёхочковых и штрафных бросков, по количеству забитых штрафных подряд (60), был включён в 1-ю сборную всех звёзд, а также четыре раза признавался игроком недели, став самым титулованным игроком в истории лиги.
Кроме того Майлз Саймон успел поиграть в Европе, где выступал в чемпионатах Израиля за «Маккаби (Раанана)» и «Хапоэль (Холон)», Италии за «Мабо Ливорно», «Метис Варезе» и «Реджану» и Турции за «Туборг Пилснер».

## Тренерская карьера
28 июля 2005 года Майлз Саймон был назначен на должность ассистента главного тренера в родную команду «Аризона Уайлдкэтс», войдя в тренерский штаб Люта Олсена, под руководством которого играл в студенческие годы. В своём первом же сезоне на этом посту «Дикие коты» заняли четвёртое место в регулярном сезоне конференции Pacific-10 и вышли плей-офф турнира NCAA, дойдя до стадии 1/16 финала. На этой должности Майлз проработал до 2 мая 2008 года, когда спортивный департамент Аризонского университета объявил, что его тренерский контракт не будет продлён.
В настоящее время Саймон работает в качестве аналитика в эфире американского кабельного телевидения на спортивном канале ESPN.

## Статистика

### Статистика в НБА
| Сезон                                                                                    | Команда | Регулярный сезон | Регулярный сезон | Регулярный сезон | Регулярный сезон | Регулярный сезон | Регулярный сезон | Регулярный сезон | Регулярный сезон | Регулярный сезон | Регулярный сезон | Регулярный сезон | Серия плей-офф | Серия плей-офф | Серия плей-офф | Серия плей-офф | Серия плей-офф | Серия плей-офф | Серия плей-офф | Серия плей-офф | Серия плей-офф | Серия плей-офф | Серия плей-офф |
| Сезон                                                                                    | Команда | GP               | GS               | MPG              | FG%              | 3P%              | FT%              | RPG              | APG              | SPG              | BPG              | PPG              | GP             | GS             | MPG            | FG%            | 3P%            | FT%            | RPG            | APG            | SPG            | BPG            | PPG            |
| ---------------------------------------------------------------------------------------- | ------- | ---------------- | ---------------- | ---------------- | ---------------- | ---------------- | ---------------- | ---------------- | ---------------- | ---------------- | ---------------- | ---------------- | -------------- | -------------- | -------------- | -------------- | -------------- | -------------- | -------------- | -------------- | -------------- | -------------- | -------------- |
| 1998/99                                                                                  | Орландо | 5                | 0                | 3,8              | 20,0             | 0,0              | -                | 0,4              | 0,0              | 0,2              | 0,0              | 0,4              | Не участвовал  | Не участвовал  | Не участвовал  | Не участвовал  | Не участвовал  | Не участвовал  | Не участвовал  | Не участвовал  | Не участвовал  | Не участвовал  | Не участвовал  |
|                                                                                          | Всего   | 5                | 0                | 3,8              | 20,0             | 0,0              | -                | 0,4              | 0,0              | 0,2              | 0,0              | 0,4              | Не участвовал  | Не участвовал  | Не участвовал  | Не участвовал  | Не участвовал  | Не участвовал  | Не участвовал  | Не участвовал  | Не участвовал  | Не участвовал  | Не участвовал  |
| Наведите курсор мыши на аббревиатуры в заголовке таблицы, чтобы прочесть их расшифровку. |         |                  |                  |                  |                  |                  |                  |                  |                  |                  |                  |                  |                |                |                |                |                |                |                |                |                |                |                |

### Статистика в других лигах
| Сезон | Команда | Лига             | GP | GS | MPG  | FG%  | 3P%  | FT%  | RPG | APG | SPG | BPG | PFL | TOV | PPG |
| --- | ------- | ---------------- | -- | -- | ---- | ---- | ---- | ---- | --- | --- | --- | --- | --- | --- | --- |
| 2004/05 | Реджана | Чемпионат Италии | 4  | 1  | 22,0 | 28,6 | 16,7 | 50,0 | 3,0 | 1,8 | 1,0 | 0,0 | 2,5 | 1,8 | 5,0 |
| Всего | Всего   | Всего            | 4  | 1  | 22,0 | 28,6 | 16,7 | 50,0 | 3,0 | 1,8 | 1,0 | 0,0 | 2,5 | 1,8 | 5,0 |
| Наведите курсор мыши на аббревиатуры в заголовке таблицы, чтобы прочесть их расшифровку Статистика приведена с сайта basketball.realgm.com |         |                  |    |    |      |      |      |      |     |     |     |     |     |     |     |